# Monasterio de Uclés
El monasterio de Santiago de Uclés se halla en la localidad española de Uclés, en la provincia de Cuenca, y fue construido por la Orden de Santiago, cuya casa central (Caput Ordinis, «Cabeza de la orden») se encontraba allí. Tiene el estatus de Bien de Interés Cultural.
Este monasterio es el destino del Camino de Uclés, una ruta de peregrinación que parte desde la iglesia de Santiago en Madrid.

## Localización
El monasterio se halla en la cúspide de un cerro, a cuyos pies, al este, se despliega la localidad de Uclés. El monasterio forma parte de un gran conjunto de edificaciones construidas durante diferentes periodos históricos, iniciándose durante la dominación musulmana, alcanzando su plenitud como fortaleza durante su posesión por parte de la Orden de Santiago, de la que eran su casa más importante, y adquiriendo su aspecto actual una vez terminada la Reconquista.

## Historia
El cerro sobre el que se asienta el monasterio, acogió ya en la antigüedad un castro celtíbero. Fueron sin embargo los musulmanes quienes construyeron una fortificación con imponentes parapetos defensivos, algunos de los cuales se pueden observar aún hoy en día. Tras ser definitivamente conquistado por los cristianos, el rey Alfonso VIII cedió en 1174 el castillo a la Orden de Santiago, convirtiéndose en su casa matriz. Con el paso del tiempo, se fue constituyendo un intrincado conjunto de dependencias, en las que residían los miembros de la orden, que se unieron a la fortaleza y a la iglesia construida tras la conquista cristiana.
Tras el fin de la Reconquista, el conjunto de edificios sufrió una remodelación radical, que acabó con gran parte de los elementos defensivos del castillo y le dio el aspecto actual. No así con las murallas, que aún se conservan, una tapia protege la antigua huerta, regada con las aguas del río Bedija, le sigue la muralla, que tiene una parte restaurada (al sur) y el resto en muy mal estado, deja aún entrever su disposición en forma de dientes de sierra.
La construcción del actual monasterio se inició el 7 de mayo de 1529, durante el reinado de Carlos I (en 1523 la corona se convierte en administradora de la Orden de Santiago), comenzando por el ala este, que es de estilo plateresco. Las trazas originales son de Enrique Egas. Las obras de la iglesia se detuvieron a mediados del siglo XVI, reemprendiéndose las obras en la segunda mitad del quinientos de la mano del arquitecto real Gaspar de Vega. Las obras de la iglesia fueron finalizadas por el también arquitecto real Francisco de Mora, cuya aportación es apreciable en el cerramiento de las bóvedas y fachada occidental. Avanzado el siglo XVII continuaron las obras de las alas oeste y sur, para continuar luego las del patio y la escalera principal. La última de las fachadas en construirse fue la meridional. En 1735 está fechado el acceso principal al conjunto, bajo el reinado de Felipe V. 

En la primera fase de su construcción, se utilizó piedra del cerro «Cabeza del Griego» (Segóbriga), puede verse inscripciones romanas en dos piedras de sillería de la fachada este. 

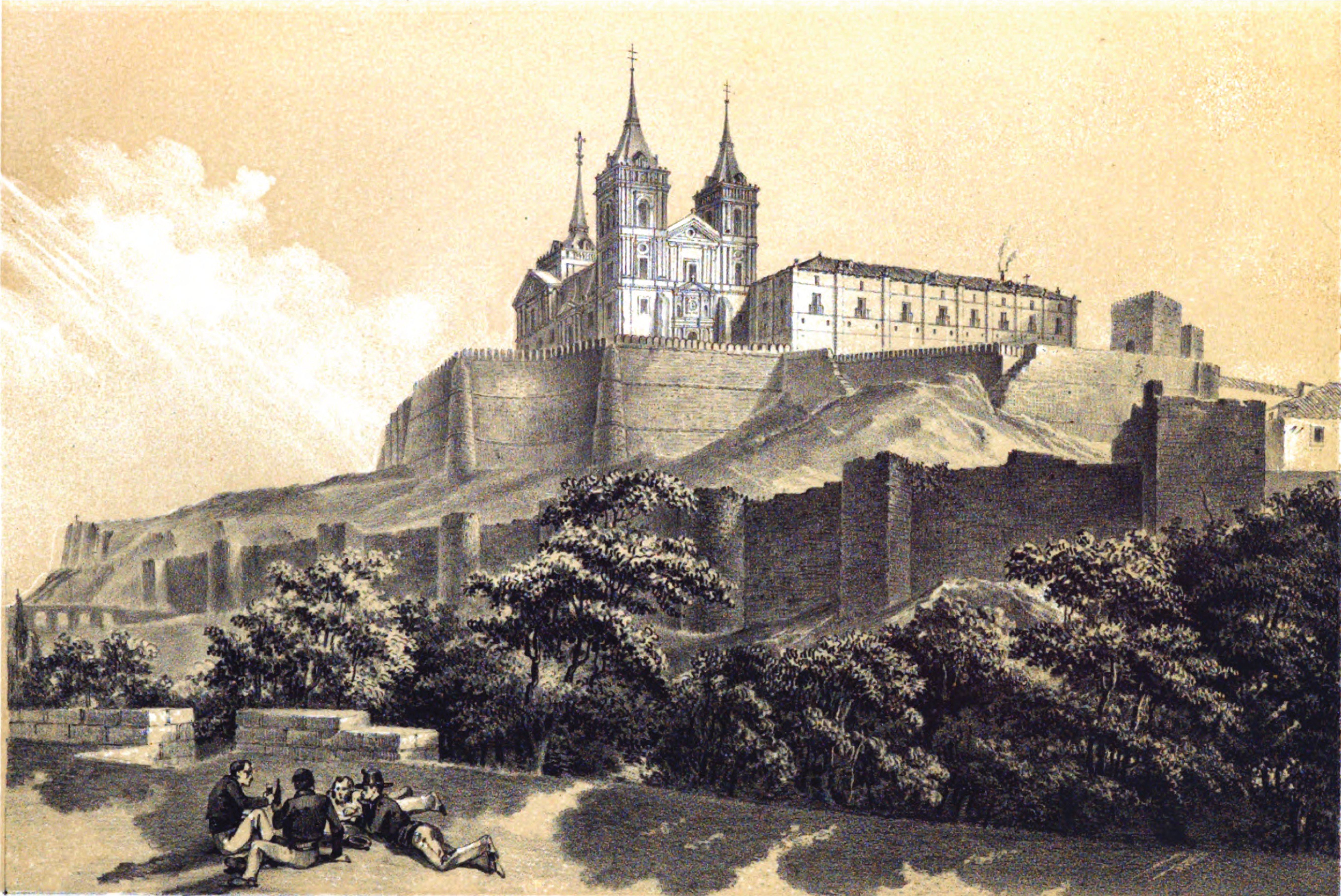
Grabado de Francisco Javier Parcerisa, de 1853, en el que pueden verse los chapiteles de todas las torres.

En 1836, con la desamortización de Mendizábal, se suprimen de forma definitiva los conventos por decreto de 9 de marzo, la comunidad santiaguista quedó disuelta. Los gobernadores eclesiásticos administraron el antiguo priorato desde la muerte del último Obispo-Prior en 1844 hasta la disolución de las Órdenes Militares en 1873. El 4 de febrero de 1874, la Casa-Matriz de Uclés se agrega al Obispado de Cuenca, se funda un colegio seminario, y en septiembre comienza el curso. Desde 1880 y hasta 1897, el convento de Uclés acoge al Escolasticado de la Compañía de Jesús de Toulouse. En 1902 se establece en el convento un colegio de Segunda Enseñanza regentado por agustinos, hasta que en 1936, al comienzo de la Guerra Civil, fue saqueado y destrozado, instalándose poco después en el edificio un hospital de sangre. Terminada la contienda, fue utilizado por la recién instaurada dictadura como campo de concentración de prisioneros republicanos, operando desde el 1 de abril de 1939 hasta el verano de ese mismo año, llegando a hacinarse allí hasta 5000 cautivos. Posteriormente, se dedicó a cárcel para presos políticos entre 1939 y 1943, muriendo en este periodo centenares de detenidos republicanos (los cálculos más conservadores hablan de 294 defunciones comprobadas), ajusticiados en virtud de sentencia o sin ella, a causa de diversas enfermedades o por palizas y torturas. Fueron enterrados en una zona externa al monasterio, conocida como «La Tahona» (sus restos se encuentran ahora en el cementerio municipal). Una vez cerrada la prisión, el edificio fue restaurado por el Servicio Nacional de Regiones Devastadas y Reparaciones, y desde octubre de 1949 hasta junio de 2012 acogió el seminario menor del obispado de Cuenca, con el nombre de Seminario Menor «Santiago Apóstol».

### Bien de Interés Cultural

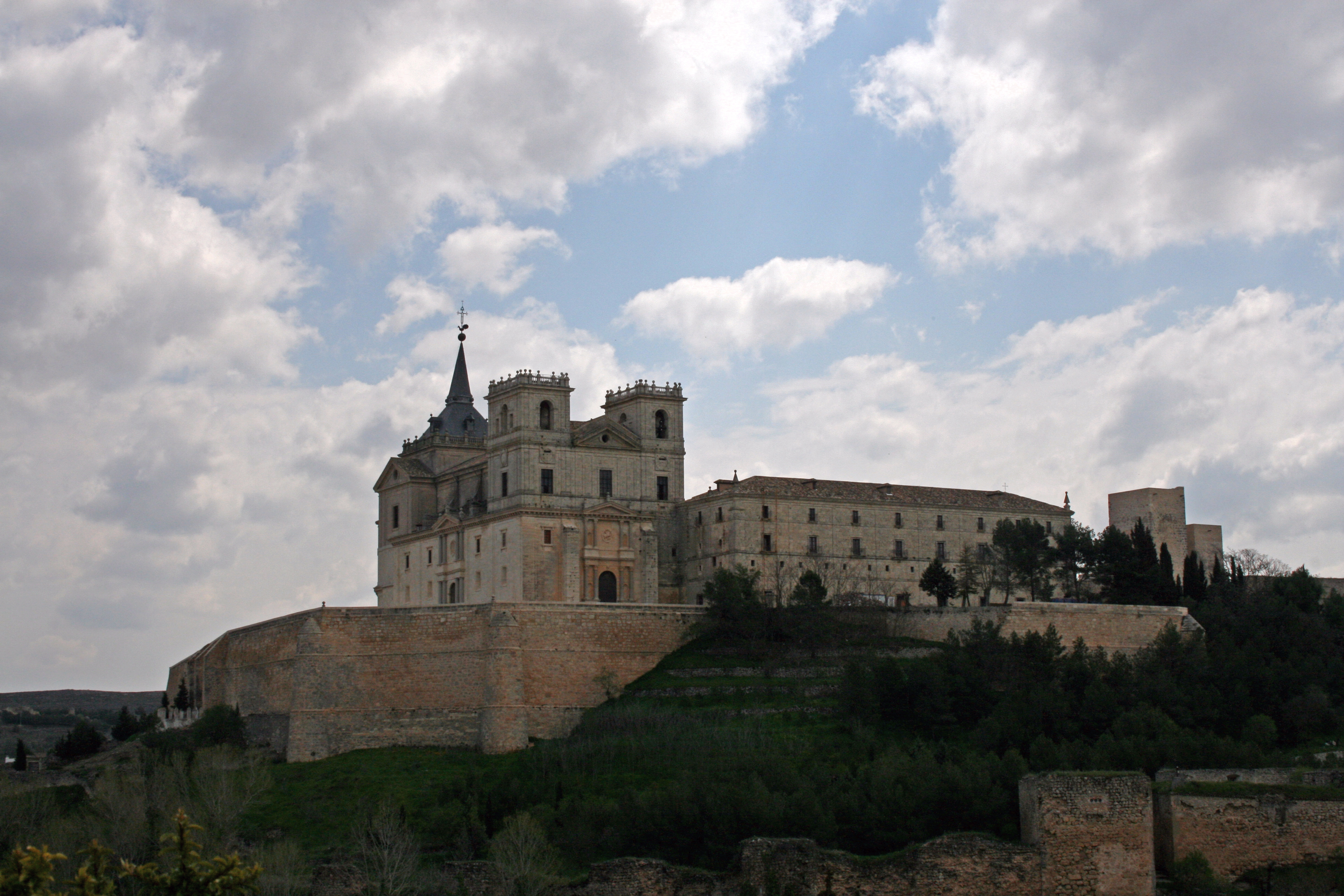
Vista del monasterio de Uclés en la cima del cerro de El Portillo (desde el oeste).

El monasterio fue declarado Monumento Nacional el 3 de junio de 1931. Bajo la protección de la Declaración genérica del Decreto de 22 de abril de 1949, y la Ley 16/1985 sobre el Patrimonio Histórico Español. En 2003 se amplió la protección a su entorno.

## Monasterio
Fruto del largo período durante el cual se ejecutaron las obras, pueden apreciarse en el monasterio tres estilos arquitectónicos: plateresco, herreriano y churrigueresco, lo que le convierte en un lugar ideal para realizar un repaso de historia del arte. El ala este del monasterio, de la primera mitad del siglo XVI, se ejecutó en estilo plateresco. La iglesia, que ocupa el ala norte, y fue finalizada en 1602, es de estilo herreriano. El resto del monasterio, erigido durante el siglo XVII es de estilo barroco y culmina con su fachada de estilo churrigueresco, atribuida a Pedro de Ribera.

### Estilo plateresco

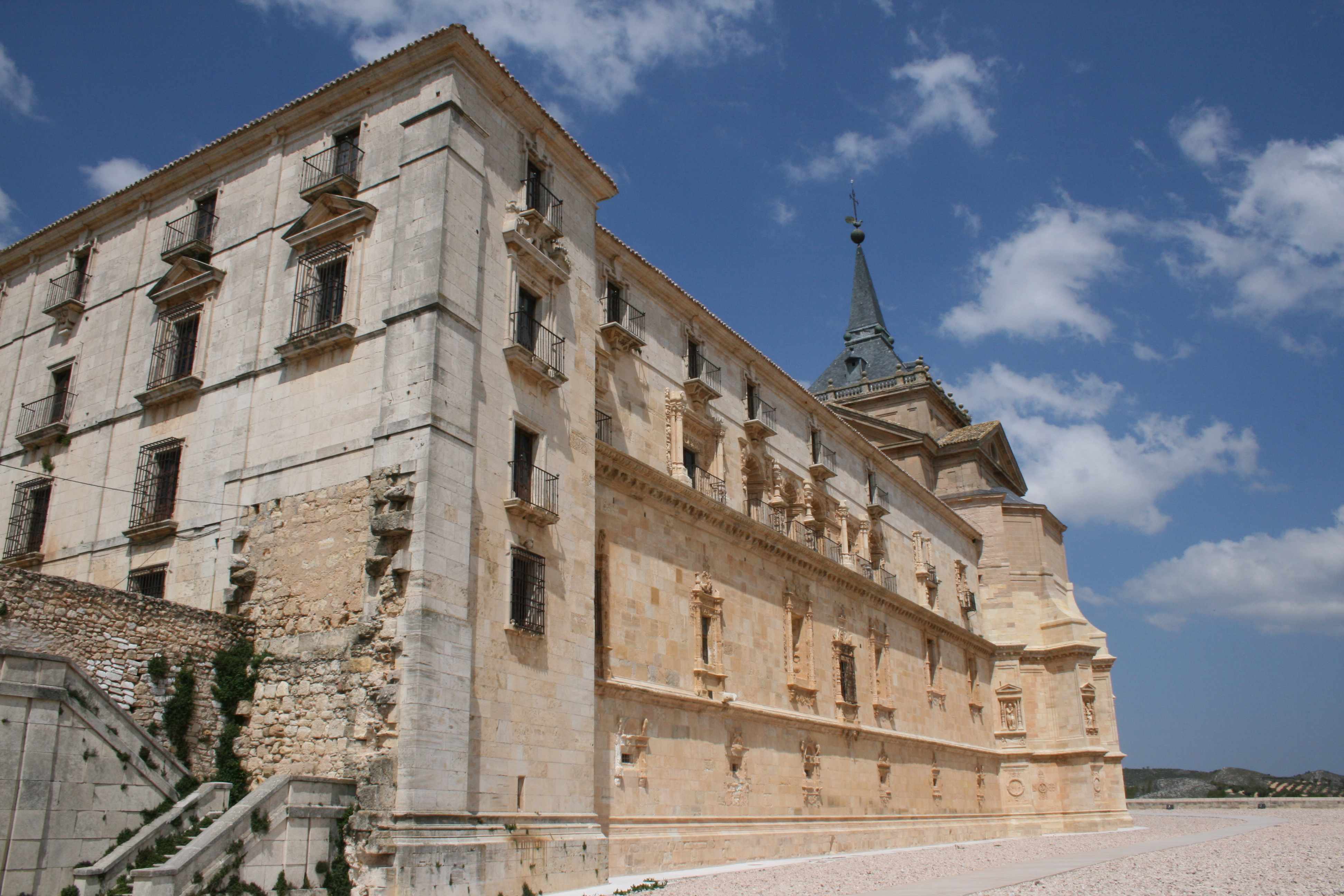
Fachada oriental.

Este estilo se denomina así porque su decoración imita las filigranas que los orfebres realizaban sobre la plata. El edificio fue diseñado por Enrique Egas y su ejecución corresponde a los siguientes maestros: Francisco de Luna, Gaspar de Vega, Pedro Tolosa, Diego de Alcántara y Bartolomé Ruiz (siglo XVI).
La decoración plateresca se observa claramente en las ventanas y balcones de la fachada oriental donde se aprecia una clara asimetría, donde se repiten los motivos de: calaveras, conchas, cruces y motivos alegóricos; además de en el Ábside. El artesonado de su refectorio, tallado en madera de pino melis, tiene casetones octogonales, destacan treinta y seis que muestran bustos de diversos personajes, algunos de ellos muestran la cruz de Santiago en el pecho, por lo que podrían ser caballeros de la Orden de Santiago. Destaca una calavera coronada, que hay quien atribuye a don Álvaro de Luna (que en lugar de su efigie contiene una calavera rodeada de la inscripción «Vosotros, nobles barones, sabed que a nadie perdono», referidas a la muerte) y el que preside que corresponde a la efigie de Carlos I que muestra atributos imperiales: corona, espada y orbe. La antigua sacristía tiene dos naves formando ángulo recto. Tiene una bóveda de crucería muy rebajada, un Aguamanil con una extraordinaria pila de una sola pieza de jaspe oscuro, dos armarios ricamente decorados y está decorada con labores platerescas en frisos, columnas y pilastras.

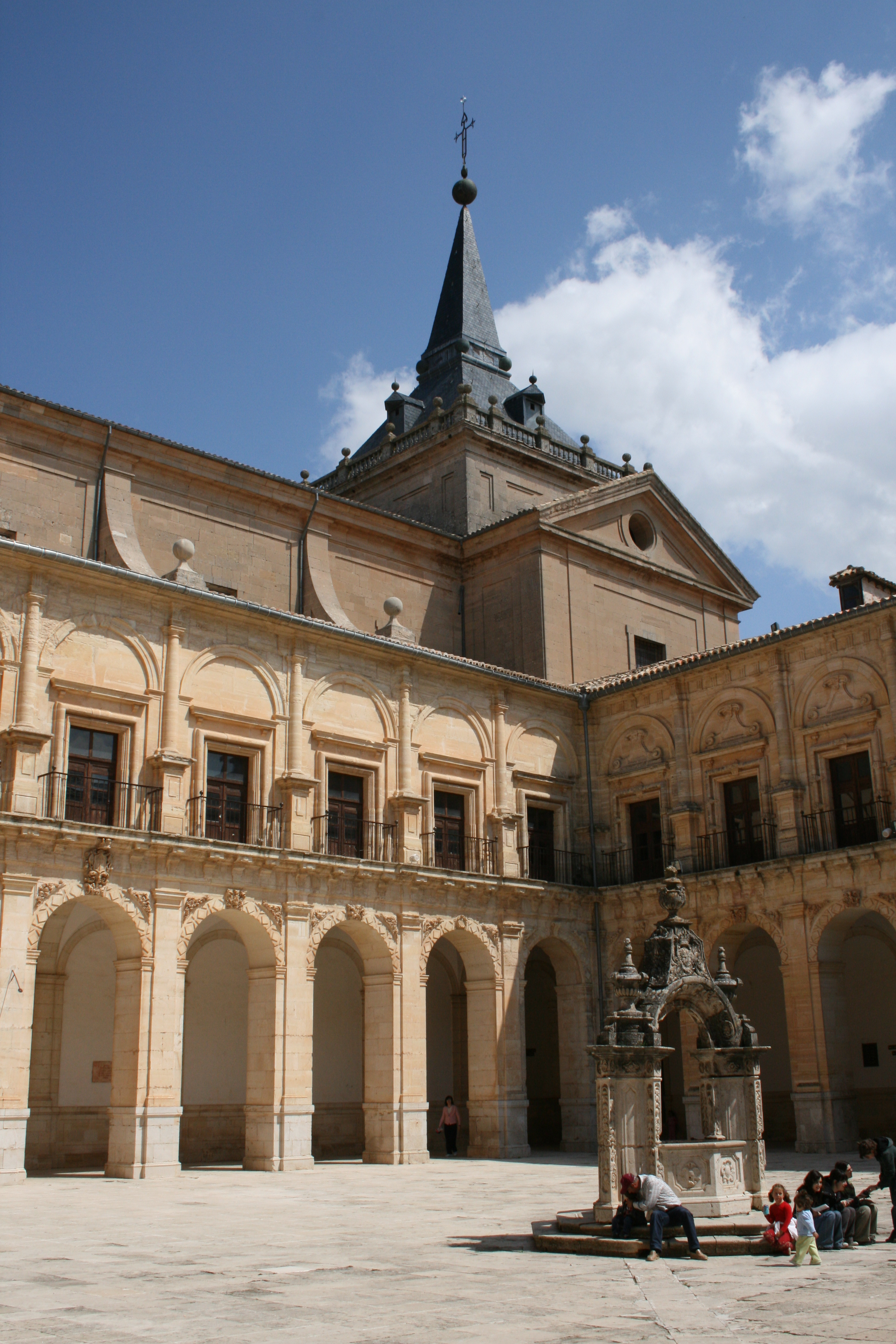
Vista de la torre de la cabecera de la iglesia desde el patio.

### Estilo herreriano
La iglesia es obra de varios arquitectos discípulos de Juan de Herrera (arquitecto de El Escorial), por eso, el monasterio es denominado el «Escorial de la Mancha». Tiene planta de cruz latina de una sola nave, con cinco tramos y un coro elevado sobre un arco carpanel. El crucero es más alto y se cierra en forma de linterna. La cúpula es de media naranja y está adornada con gajos sobre pechinas, es de Antonio Segura. El cuerpo de la iglesia está separado del presbiterio por una verja decorada con las armas reales y la cruz de Santiago. Las capillas laterales (donde se muestra la historia de la Orden de Santiago y del Monasterio) están intercomunicadas. Su construcción se finalizó en 1598.
El retablo mayor original era de estilo greco-romano con tendencias barrocas, obra de Francisco García Dardero en 1668, de él solo se conservan las pinturas de la parte superior. El resto fue expoliado por los republicanos al comienzo de la guerra civil, se reconstruyó en 1952 y es obra de Julia Alangua. El cuadro de Santiago que preside el retablo es obra de Francisco Rizi, restaurado en los años 80 del pasado siglo.

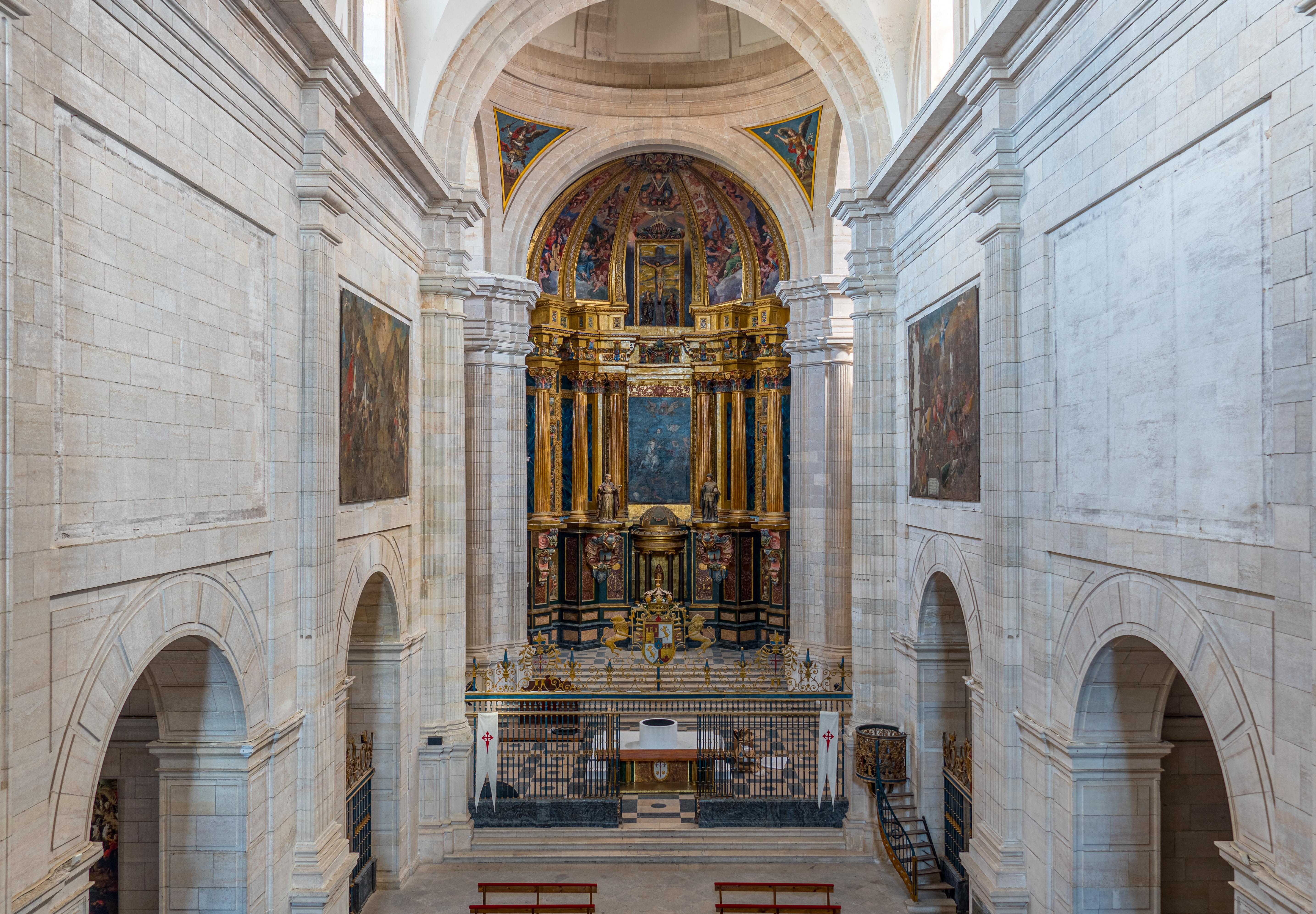
Arquitectura herreriana. Francisco de Mora.

El panteón. Entre la sacristía y la iglesia se halla la entrada a la cripta, que tiene forma de cruz latina. Hoy está destinada a teatro y no quedan restos de enterramientos. La antigua iglesia fue sepultura de ilustres personajes de la Orden de Santiago. Allí se enterró a Doña Urraca, al Maestre Rodrigo Manrique y a su esposa, así como a su famoso hijo Jorge Manrique y muchísimos personajes más de la Orden. También fueron enterrados allí el infante Manuel de Castilla, su esposa Constanza de Aragón y su hijo Alfonso Manuel, en el lado del Evangelio, en una sepultura rasa colocada en el hueco de la pared del presbiterio. Álvaro Núñez de Lara también fue enterrado en el monasterio, pero hoy no se sabe exactamente dónde reposan todos estos restos. Al construirse la actual iglesia (1602) los sepulcros existentes en la iglesia de Santiago fueron reubicados en un subterráneo de la misma, al cual se bajaba por una escalera de ochenta escalones que había en una capilla debajo del coro. Asimismo, es posible que los sepulcros fueran destruidos durante la Guerra de la Independencia, cuando el Monasterio de Uclés fue desvalijado por las tropas francesas.
Se discute si en una celda de la cripta, que hay debajo del altar mayor, estuvo preso Francisco Quevedo, hay opiniones para todos los gustos.
En el siglo XVII se construyó el patio del monasterio, con dos pisos de galerías, el superior cerrado a modo de balcones, así como la escalera que da acceso a este segundo piso.
El claustro. Tiene treinta y seis balcones, en honor a los treinta y seis canónigos reglares que vinieron de Loyo (los maestres fueron cuarenta y cuatro). La parte superior del claustro está cerrada y la inferior abierta.
La fachada oeste fue planificada por Francisco de Mora, pero no fue ejecutada por él. También es de estilo herreriano y en ella se encuentra la entrada frontal de la iglesia. Al lado queda un trozo de muro de la antigua construcción árabe. Esta fachada está flanqueada por dos torres con altos chapiteles (semejantes al que queda) que desaparecieron en el siglo XIX en los incendios de 1845 y 1877 y que con los planos respectivos, deberán reponerse en algún momento, manteniendo el plan original de la obra.

### Estilo churrigueresco

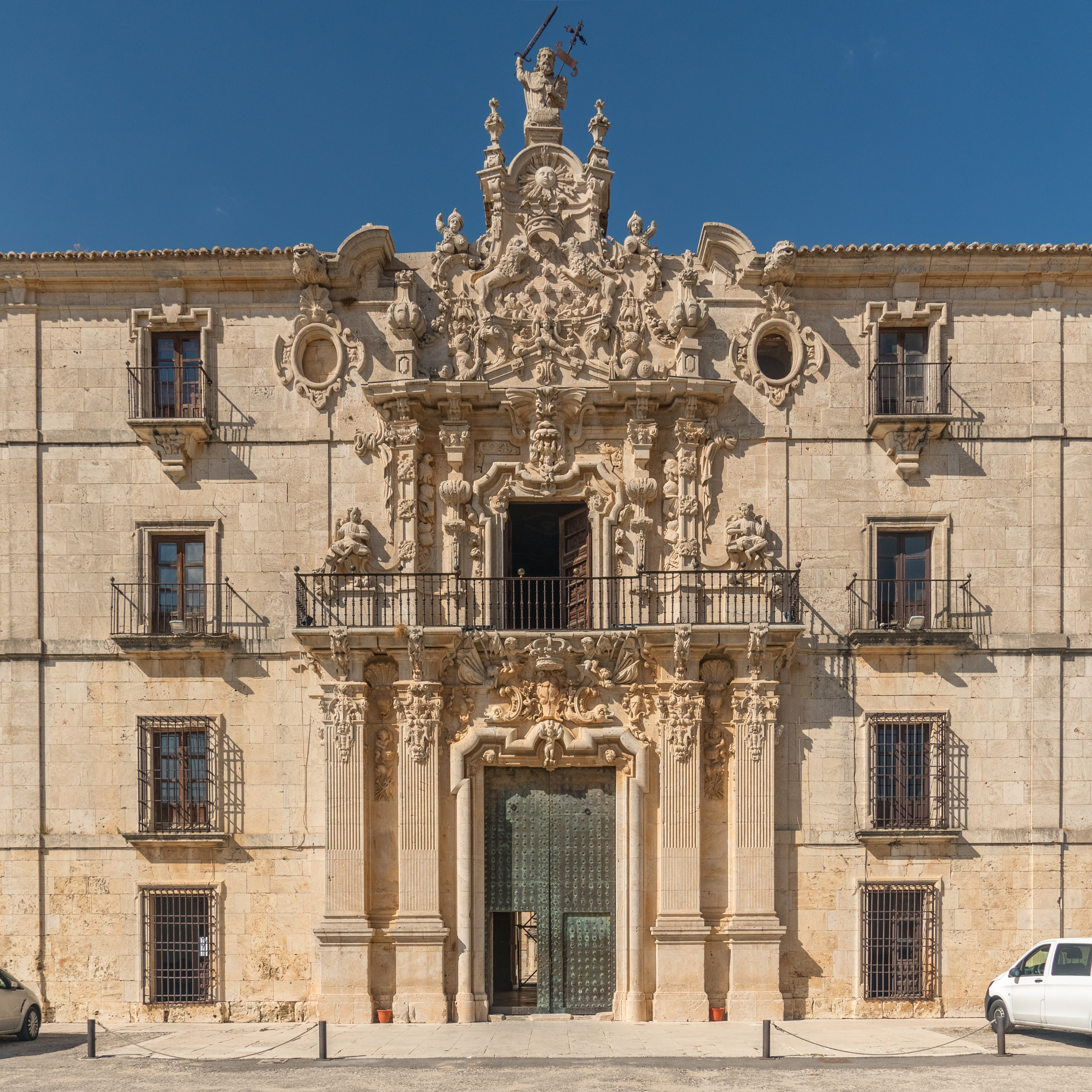
Fachada principal del monasterio.

La fachada principal o del mediodía fue construida en 1735 por Pedro de Ribera, importante maestro barroco del foco cortesano. Destaca en esta fachada tanto su composición, a modo de fachada retablo, como su ornamentación esculpida.
En la portada aparecen dispuestas cuatro pilastras, sin sujeción arquitectónica, que actúan como elementos decorativos.
En la parte superior se hallan delfines, leones, cabezas, guerreros, trofeos, frutas y dos cruces de Santiago. Como remate, dos bustos de moros sujetos con cadenas, medio cuerpo de Santiago con la cruz maestral en la mano izquierda y una espada en la derecha en la que se lee Fidei defensio («Defensa de la fe»).
En la parte inferior figura la inscripción Caput Ordinis («Cabeza de la orden»), cruces sueltas, corona real, caballeros con trofeos y moros encadenados, exponente del dominio que se tenía sobre ellos y de la esclavitud a la que los redujeron.

## Antigua fortaleza
De la antigua fortaleza de la Orden de Santiago quedan tres torres cuyos nombres vienen equivocados en la mayoría de los libros de castillos, pero que están claramente definidos en los libros de visitas de la Orden que se guardan en el Archivo Histórico Nacional. Las tres torres, en dirección norte-sur, son: la torre del Pontido, unida por un puentecillo a la torre del Palomar, a continuación un foso excavado en roca, que se vencía por medio de un puente levadizo y que conectaba con una muralla que conducía a la torre Albarrana. De las antiguas torres del Homenaje Viejo, del Homenaje, de la Plata y Blanca se desconoce su localización exacta, aunque se sabe que fueron derribadas para proseguir las obras de la actual iglesia.

### Restos arqueológicos
En el monasterio actual hay varios restos de la antigua fortaleza:
- Un lienzo de pared en el extremo este de la fachada principal. Corresponde a una torre que había encima de la cabecera de la antigua iglesia, que se ubicaba donde está el zaguán actual.
- Otro lienzo de pared en el lado derecho de la portada principal de la actual iglesia.
- Los subterráneos del antiguo cenobio con arcos de medio punto en el segundo sótano, y un arco ojival en el primero.